# Rhopaloscelis schurmanni
Rhopaloscelis schurmanni är en skalbaggsart som beskrevs av Stefan von Breuning 1969. Rhopaloscelis schurmanni ingår i släktet Rhopaloscelis och familjen långhorningar.
Artens utbredningsområde är Iran. Inga underarter finns listade i Catalogue of Life.